# Nicolaus Ketelaer
Nicolaus Ketelaer fut un imprimeur hollandais, actif à Utrecht à la fin du XVe siècle.

## Biographie
Il est considéré, avec son associé Gerardus de Leempt, comme le plus ancien des imprimeurs hollandais. La plupart des ouvrages qui leur sont attribués ne portent pas leurs noms. Beaucoup même ne contiennent aucune indication de lieu ou de date. La première date qu'on y trouve est celle de 1473. L'association formée par ces deux typographes ne fut pas de longue durée; elle paraît avoir été rompue en 1474. Leur matériel fut acquis par Guillaume Hees. 
On leur attribue :
- la première édition de l'Historia scholastica super Novum Testamentum de Pierre Comestor, 1473, in-fol. : c'est le seul ouvrage où Ketelaer et Leempt) ait mis leurs noms.
- l'édition princeps de l'Historia ecclesiastica d'Eusèbe, 1474, in-fol.
- Alexandri magni liber de præliis, in-fol.
- Thomas A Kempis opera, in-fol, que l'on croit imprimé en 1474.